# Raúl Mera
Raúl Ebers Mera Pozzi (Montevideo, 14 giugno 1936) è un ex cestista uruguaiano.

## Carriera
Con l'Uruguay ha disputato due edizioni dei Giochi olimpici (Melbourne 1956 e Roma 1960) e due dei Campionati del mondo (1954, 1959).